# قلعه (قروه)
قلعه (قروه)، از توابع بخش مرکزی شهرستان قروه در استان کردستان ایران است.

## جمعیت
قلعه در دهستان بدر قرار دارد و براساس سرشماری مرکز آمار ایران سال ۱۳۸۵، جمعیت آن ۴۰۲۹ نفر بوده‌است.